# 鐘崎 (宗像市)

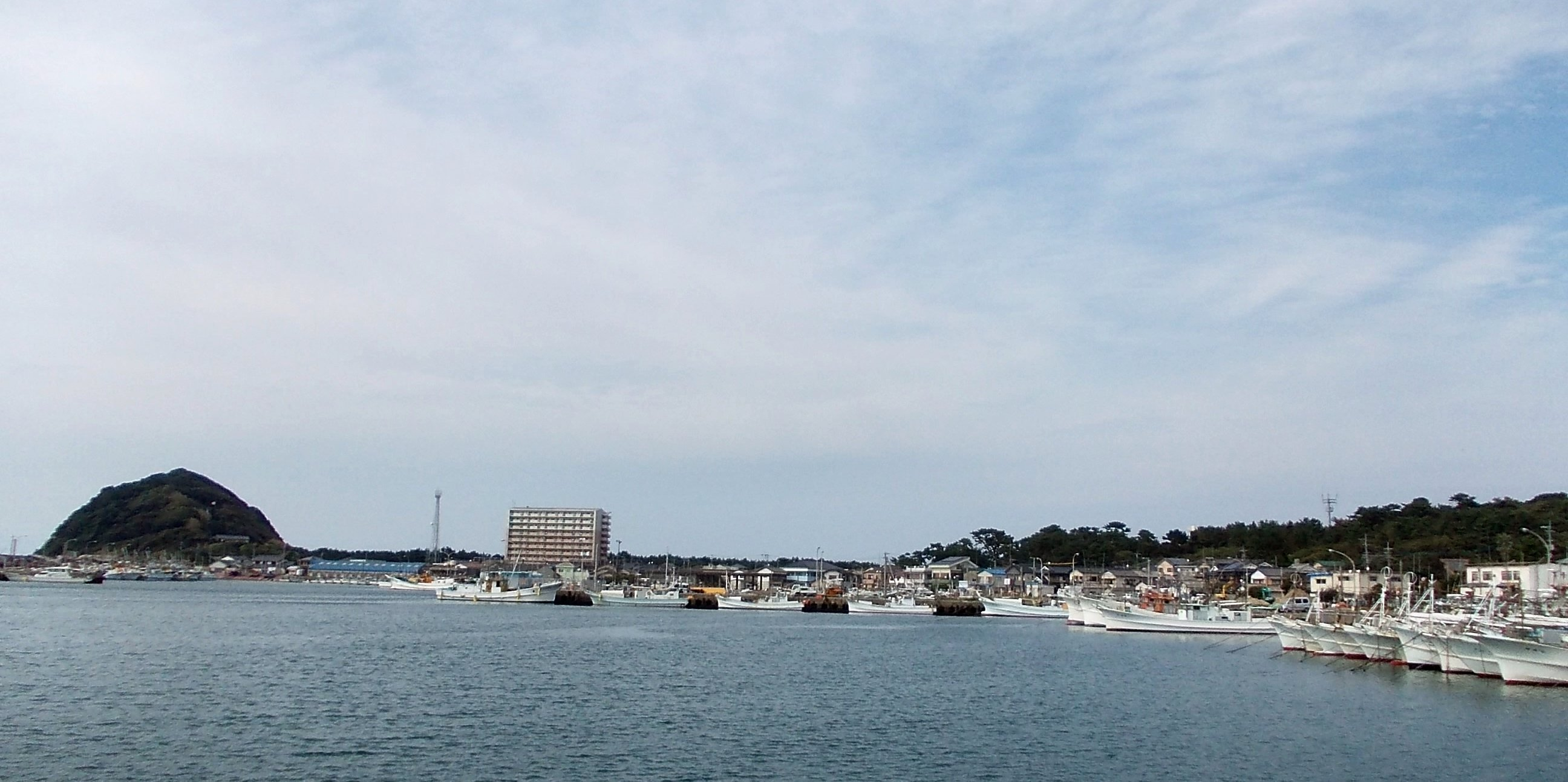
鐘崎漁港と金の岬

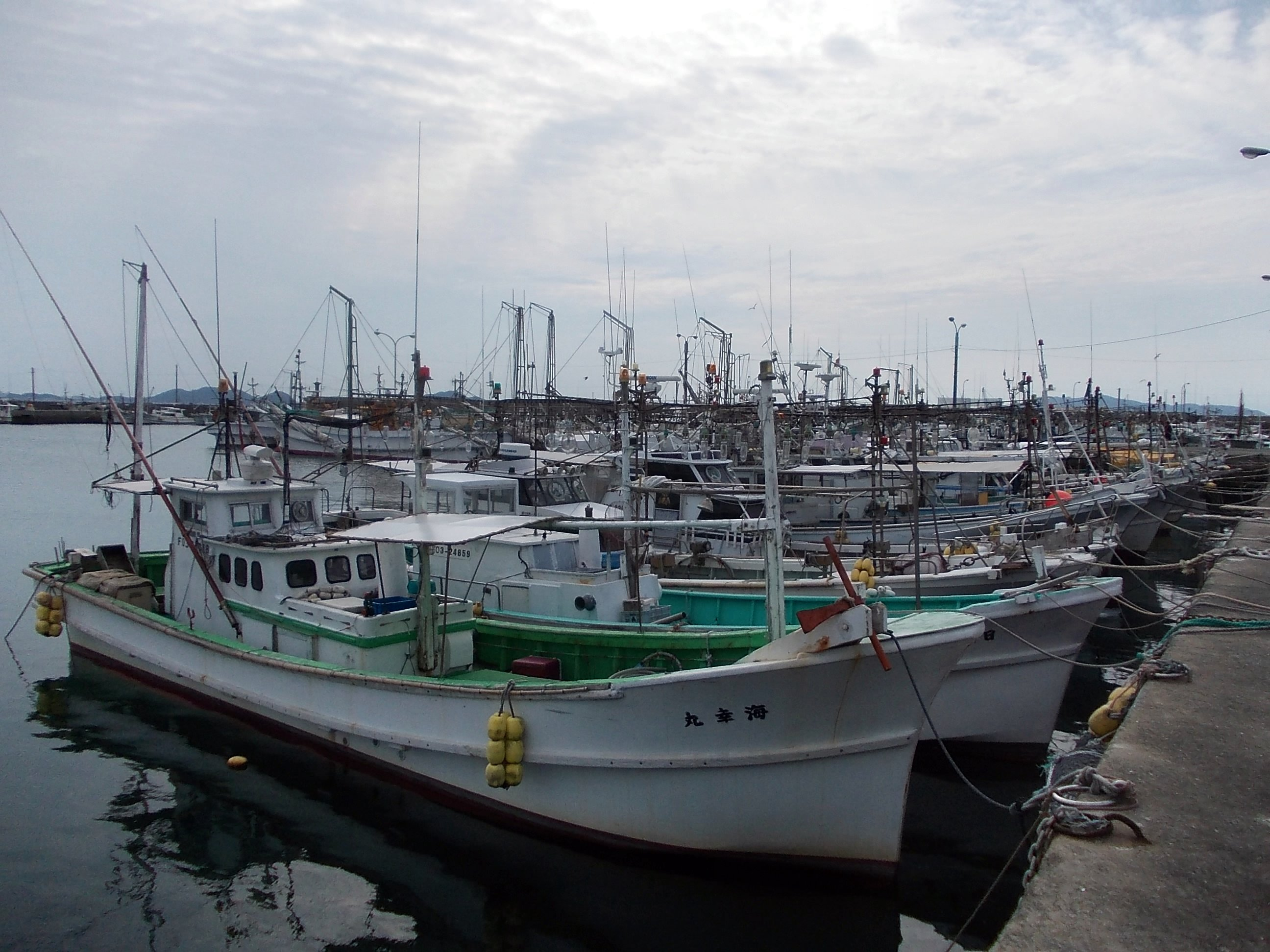
鐘崎漁港のイカ釣り船

織幡神社参道脇にある海女の発祥の地の像

鐘崎（かねざき、かねさき）は、福岡県宗像市玄海地区にある地名である。

## 概要
響灘と玄界灘の境である。
鐘崎は宗像地方有数の漁港であり、トラフグやヤリイカ、アジなどの沢山の魚介類が揚げられ、フグは下関産として唐戸市場に出荷される。
西日本の海女の発祥の地である。
鐘崎盆踊りの口説きは、福岡県無形文化財に指定されている。

## 金の岬

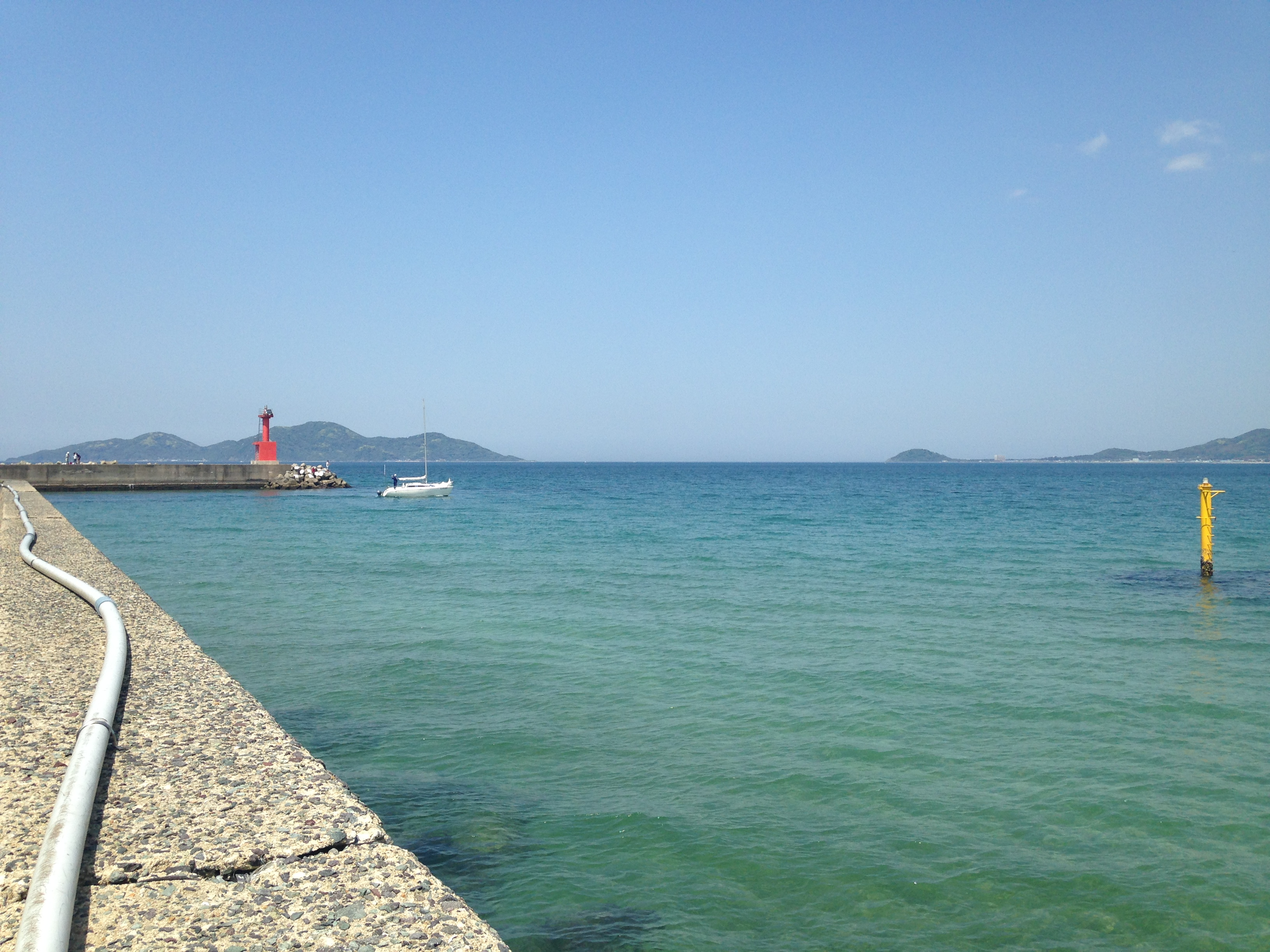
神湊港からの地島と金の岬

鐘崎の金の岬（鐘ノ岬）は『万葉集』で詠まれている（下記）。また、歌舞において道成寺物の派生として地唄や荻江節の舞踊ともなっている。新娘道成寺「鐘ヶ岬」など。
『源氏物語』の「玉鬘」において、玉鬘が亡き母・夕顔の乳父にあたる大宰大弐に連れられて大宰府に船で下る際に金の岬を通過した際にも、この歌が話題に出されている。
ちはやふる　金の岬を過ぎぬとも　われは忘れじ志賀乃（しかの）すめ神
『続日本紀』によると、称徳朝の天平神護3年（767年）8月、筑前国宗形郡大領の宗形朝臣深津とその妻である竹生王に、金埼船瀬を築造した功により、昇叙が行われている。また『類聚三代格』によると、寛平5年（893年）の太政官符にも「在筑前国宗像郡金埼」として見えている。、

## 観光名所
- 織幡神社
- 深浜海水浴場
- 鐘崎漁港
- 宗像氏貞墓所
- 湯川山
- 岬地区コミニティ・センター(旧宗像市民俗資料館)
- さつき松原